# Lolita nie en bloc
Singles de Noir Désir
Tostaky (le continent) Ici Paris
Pistes de Tostaky
It Spurts
Lolita nie en bloc est une chanson de Noir Désir parue sur l'album Tostaky, en 1992.
Elle est éditée en single en 1993 couplée avec une reprise live de Long Time Man de Nick Cave (elle-même une reprise de Tim Rose) et une version de Où veux-tu qu'je r'garde ? interprétée en anglais par Theo Hakola.
Une version remixée par Anna Logik, sur le thème samplé de The sidewinder de Lee Morgan, figure sur l'album One Trip/One Noise (1998).

## Titres du disque
- Disque vinyle 45 tours / CD 2 titres

1. Lolita nie en bloc - 3:30
2. Where Do You Want Me to Look? - 5:40

- CD 4 titres

1. Lolita nie en bloc - 3:30
2. Long Time Man (live à Vandoeuvre 1993) - 5:41
3. Dirty - 5:41
4. Where Do You Want Me to Look? - 5:40

## Charts
| France | Belgique | Italie | Pays-Bas |
| ------ | -------- | ------ | -------- |
| 38     | -        | -      | -        |